# エリトロース
エリトロース（英: erythrose）は、四炭糖およびアルドースに分類される糖の一種である。
不斉炭素原子を2個持ち、異性体のトレオースとともに、不斉原子が2個ある化合物における命名の基準となっている。すなわち、フィッシャー投影図で同じリガンドが反対側にくるものをトレオ体、同じ側に来るものをエリトロ体という。
4位にリン酸基の結合したエリトロース-4-リン酸は、ペントースリン酸経路の中間産物であり、シキミ酸経路などに供給される。また、カルビン・ベンソン回路の中間産物でもある。
還元されて生じる糖アルコールであるエリトリトールは、メロン、ブドウ、ナシなどの果実に含まれる他、醤油、味噌、清酒などの発酵食品に含まれている。また清涼飲料水の甘味料にも用いられている。